# (6091) Mitsuru
(6091) Mitsuru (1990 DA1) – planetoida z pasa głównego asteroid okrążająca Słońce w ciągu 3,29 lat w średniej odległości 2,21 j.a. Odkryta 28 lutego 1990 roku.